# تسورو (ياماناشي)
مدينة تسورو (بالإنجليزية: Tsuru)‏ هي أحد المدن التابعة لمحافظة ياماناشي. تأسست رسميًا في 29/04/1954. ويقدر عدد سكانها بـ 34439 نسمة حسب تقدير مكتب الإحصاء الياباني لعام 2012. تبلغ مساحة تسورو 161.58 كم2. بكثافة سكانية تبلغ 213 نسمة/كم2.

## توأمة
لتسورو (ياماناشي) اتفاقيات توأمة مع:
- كوشيرو (1 سبتمبر 1993 - )

## أعلام
- جينباتشي نيزو
- ميكا ياماموتو
- كازو دان
- ريسا إيشي